# Combate de San Lorenzo
El Combate de San Lorenzo fue un enfrentamiento armado que ocurrió el 3 de febrero de 1813, junto al convento de San Carlos Borromeo situado en la ciudad de San Lorenzo de la actual provincia de Santa Fe, Argentina, en el que las fuerzas independentistas rioplatenses (argentinas) sorprendieron y vencieron a las tropas realistas de la Milicia urbana de Montevideo, quienes por vía fluvial aprovisionaban la ciudad en el Sitio de Montevideo (1812-1814). Fue el único combate en territorio argentino que libraron tanto el Regimiento de Granaderos a Caballo como su creador, el entonces coronel José de San Martín.

## Historia

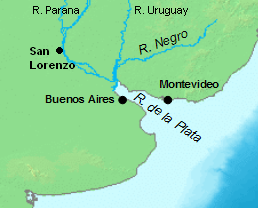
Localización de San Lorenzo, Buenos Aires y Montevideo en la cuenca del Plata.

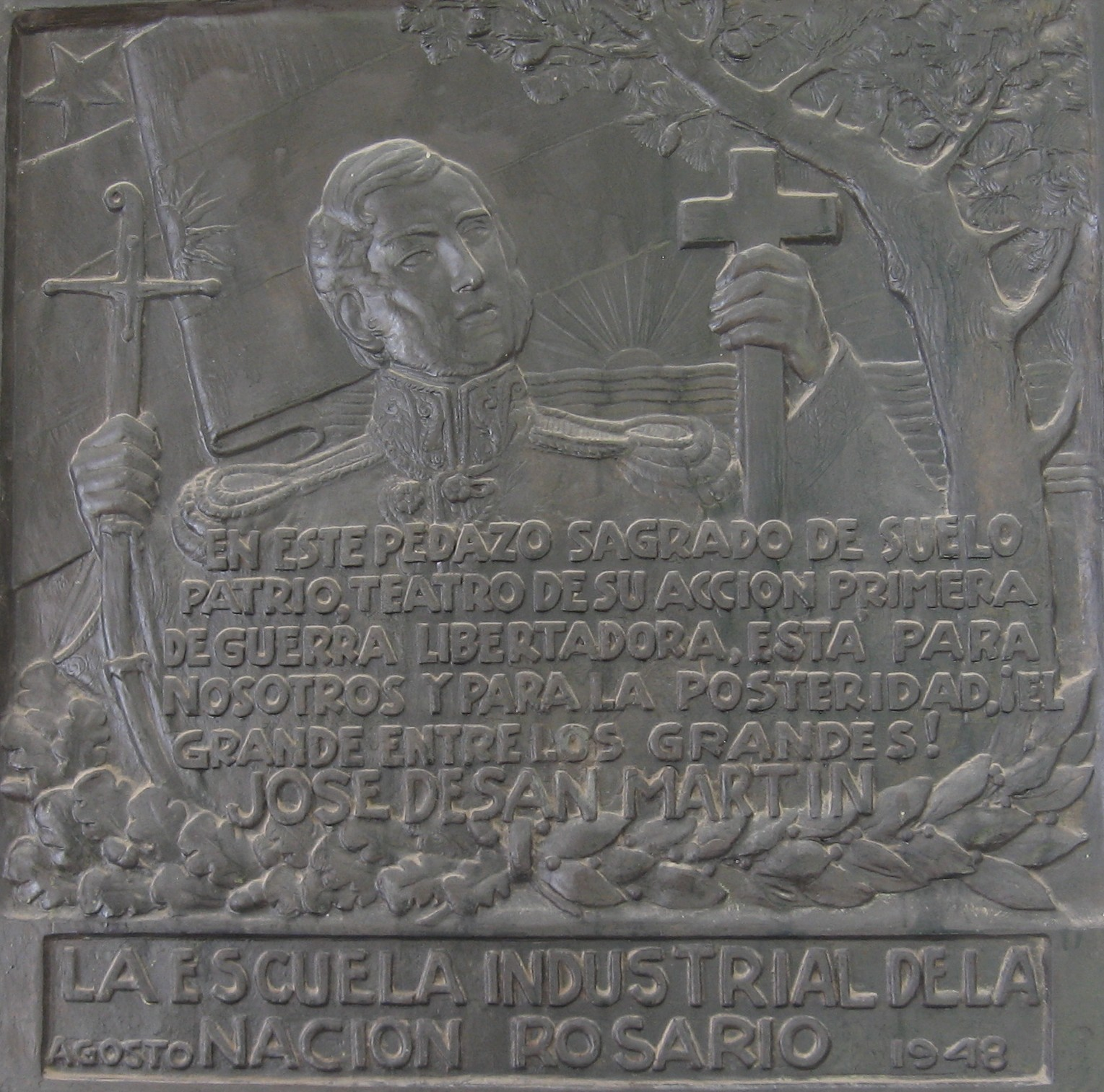
Placa en homenaje a José de San Martín, en el Convento San Carlos. San Martín sostiene una cruz y un sable porque es conocido como "El Santo de la Espada"

La ciudad de Montevideo –designada por España como capital provisional del Virreinato del Río de la Plata– era la principal base naval española en el océano  Atlántico sur; por tierra estaba sitiada por el ejército patriota rioplatense de José Rondeau, al que se sumaría José Gervasio Artigas el 26 de febrero de 1813, de modo que los españoles tenían que hacer uso del mar y del Río de la Plata para abastecerse. Frecuentemente, una escuadrilla realista salía de Montevideo en dirección al Río Paraná, y sus hombres merodeaban las costas robando ganado.
Un informe llegado desde Colonia del Sacramento informó de la preparación de una fuerte expedición sobre las costas del río Paraná; estaba formada por once embarcaciones que habían salido de Montevideo y se habían detenido por unos días para aprovisionar en la isla Martín García a las tropas de desembarco, formadas por milicias urbanas de la ciudad de Montevideo, al mando de un capitán de estas milicias, Antonio Zabala. La detención dio tiempo al gobierno a prepararse, de modo tal que se ordenó levantar las baterías que guarnecían la villa de Rosario –las mismas donde se había enarbolado por primera vez la bandera nacional por Manuel Belgrano, pero que no estaban en condiciones operativas– y reemplazarlas por una expedición de fuerzas móviles enviada por tierra a la espera del desembarco.
El coronel de caballería José de San Martín, al frente de 125 hombres del Regimiento de Granaderos a Caballo, recientemente creado por él, persiguió a los españoles y se adelantó a ellos, deteniéndose el 2 de febrero cerca de la posta del Espinillo, situada a 21 km al norte de Rosario, donde hoy se ubica la ciudad de Capitán Bermúdez. Tras cambiar los agotados caballos por unos frescos proporcionados por el comandante militar de Rosario, Celedonio Escalada, continuaron al día siguiente su recorrido hasta el Convento de San Carlos, ingresando por el lado oeste del monasterio. Tras negociar la situación con el superior de los frailes franciscanos del convento, fray Pedro García, San Martín ocultó a sus granaderos, de modo que la escuadrilla realista no pudiera divisarlos.
Los realistas desembarcaron y avanzaron hacia el convento, suponiendo que allí estaban depositados los principales bienes de la zona. Para su sorpresa, fueron atacados por los granaderos a caballo y sable en mano. El ataque de las tropas argentinas se realizó con un movimiento de pinzas saliendo de la parte trasera del convento. Una de ellas –la de la izquierda y la primera en moverse– estaba encabezada por José de San Martín. La otra estaba encabezada por el capitán Justo Bermúdez, secundado por el joven teniente porteño Manuel Díaz Vélez. Bermúdez ejecutó un rodeo muy grande, forzando la escapatoria de los españoles hacia sus buques. La táctica militar empleada por San Martín consistió en una maniobra envolvente, similar a las usadas por Napoleón.
El desembarco no se produjo enfrente del convento, como había previsto San Martín, sino en dirección al centro de la actual ciudad. Por ello, la columna de San Martín llegó antes de que la de Bermúdez completara el movimiento. Por un momento, los realistas lograron defenderse. Una bala hirió al caballo de San Martín, que rodó y apretó una de las piernas del coronel, inmovilizándolo. Un enemigo iba a clavarle la bayoneta, cuando apareció el soldado puntano Juan Bautista Baigorria, quien en ese preciso instante se interpuso, matando al soldado realista y comenzando una defensa heroica de San Martín. Mientras, el soldado correntino Juan Bautista Cabral ayudó a San Martín a liberarse de la opresión del lomo del caballo sobre su pierna, salvándole la vida.
Tanto el capitán Justo Bermúdez como el teniente Manuel Díaz Vélez y el soldado Juan Cabral morirían en esa heroica acción, por lo que son conmemorados en la Historia Argentina. Existe la creencia de que Baigorria murió en la batalla de San Lorenzo, pero los registros muestran que sirvió en el ejército de los Andes hasta aproximadamente el año 1818. En cuanto a Cabral, se le atribuye al propio San Martín, en una carta enviada a la Asamblea que, en sus últimos segundos de vida, habría dicho, en guaraní, «muero contento, ‘che’ general, hemos batido al enemigo». El término «che» es de origen guaraní, lo cual se traduce como el posesivo «mi». Es decir, «mi general».
La llegada del grupo de Bermúdez, impidiendo que los realistas se reorganizaran en cuadro, completó la victoria de San Martín, obligando a los realistas a huir apresuradamente. Algunos de ellos se arrojaron al río desde la barranca y perecieron ahogados. El combate duró, en total, alrededor de 15 minutos.
Este combate constituyó el bautismo de fuego del Regimiento de Granaderos a Caballo.
Pese a lo escaso de las tropas comprometidas, y a la escasa duración de la batalla, esta tuvo consecuencias estratégicas: no hubo más campañas de los realistas de Montevideo hacia el río Paraná, y la ciudad comenzó a tener problemas de abastecimiento. Estos llevarían, mucho más adelante, a su caída en manos de las tropas de Buenos Aires.
San Martín se expuso al fuego enemigo hasta el punto de casi perder la vida en el combate. Este hecho puede explicarse porque, en esa época, muchos de los oficiales principales encabezaban los combates para ser ejemplo ante sus subordinados; el otro motivo pudo haber sido el de disipar las sospechas que pudiera haber sobre la fidelidad de San Martín: tras décadas de vida en España, tenía acento peninsular, y se sospechaba que podría ser un agente realista (proespañol).

### Parte de notificación del combate
Parte del combate de San Lorenzo, suscrito por el coronel José de San Martín al superior gobierno:

Exmo Señor. Tengo el honor de decir a V. E. que en el día 3 de febrero los granaderos de mi mando en su primer ensayo han agregado un nuevo triunfo á las armas de la patria. Los enemigos en número de 250 hombres desembarcaron a las 5 y media de la mañana en el puerto de S. Lorenzo, y se dirigieron sin oposición al colegio S. Carlos conforme al plan que tenían meditado en dos divisiones de a 60 hombres cada una, los ataques por derecha e izquierda, hicieron no obstante una esforzada resistencia sostenida por los fuegos de los buques, pero no capaz de contener el intrépido arrojo con que los granaderos cargaron sobre ellos sable en mano: al punto se replegaron en fuga a las bajadas dejando en el campo de batalla 40 muertos, 14 prisioneros de ellos, 12 heridos sin incluir los que se desplomaron, y llevaron consigo, que por los regueros de sangre, que se ven en las barrancas considero mayor número. Dos cañones, 40 fusiles, 4 bayonetas, y una bandera que pongo en manos de V. E. y la arrancó con la vida al abanderado el valiente oficial D. Hipolito Bouchard. De nuestra parte se han perdido 26 hombres, 6 muertos, y los demás heridos, de este número son: el capitán D. Justo Bermúdez, y el teniente Manuel Díaz Vélez, que avanzándose con energía hasta el borde de la barranca cayó este recomendable oficial en manos del enemigo.
El valor e intrepidez que han manifestado la oficialidad y tropa de mi mando los hace acreedores a los respetos de la patria, y atenciones de V. E.; cuento entre estos al esforzado y benemérito párroco Dr. Julián Navarro, que se presentó con valor animando con su voz, y suministrando los auxilios espirituales en el campo de batalla: igualmente lo han contraído los oficiales voluntarios D. Vicente Mármol, y D. Julián Corvera, que á la par de los míos permanecieron con denuedo en todos los peligros.
Seguramente el valor e intrepidez de mis granaderos hubieran terminado en este día de un solo golpe las invasiones de los enemigos en las costas del Paraná, si la proximidad de las bajadas no hubiera protegido su fuga, pero me arrojo a pronosticar sin temor que este escarmiento será un principio para que los enemigos no vuelvan a inquietar a estos pacíficos moradores.
Dios guarde a V. E. muchos años. San Lorenzo febrero 3 de 1813.
Coronel José de San Martín

## Evocaciones del combate

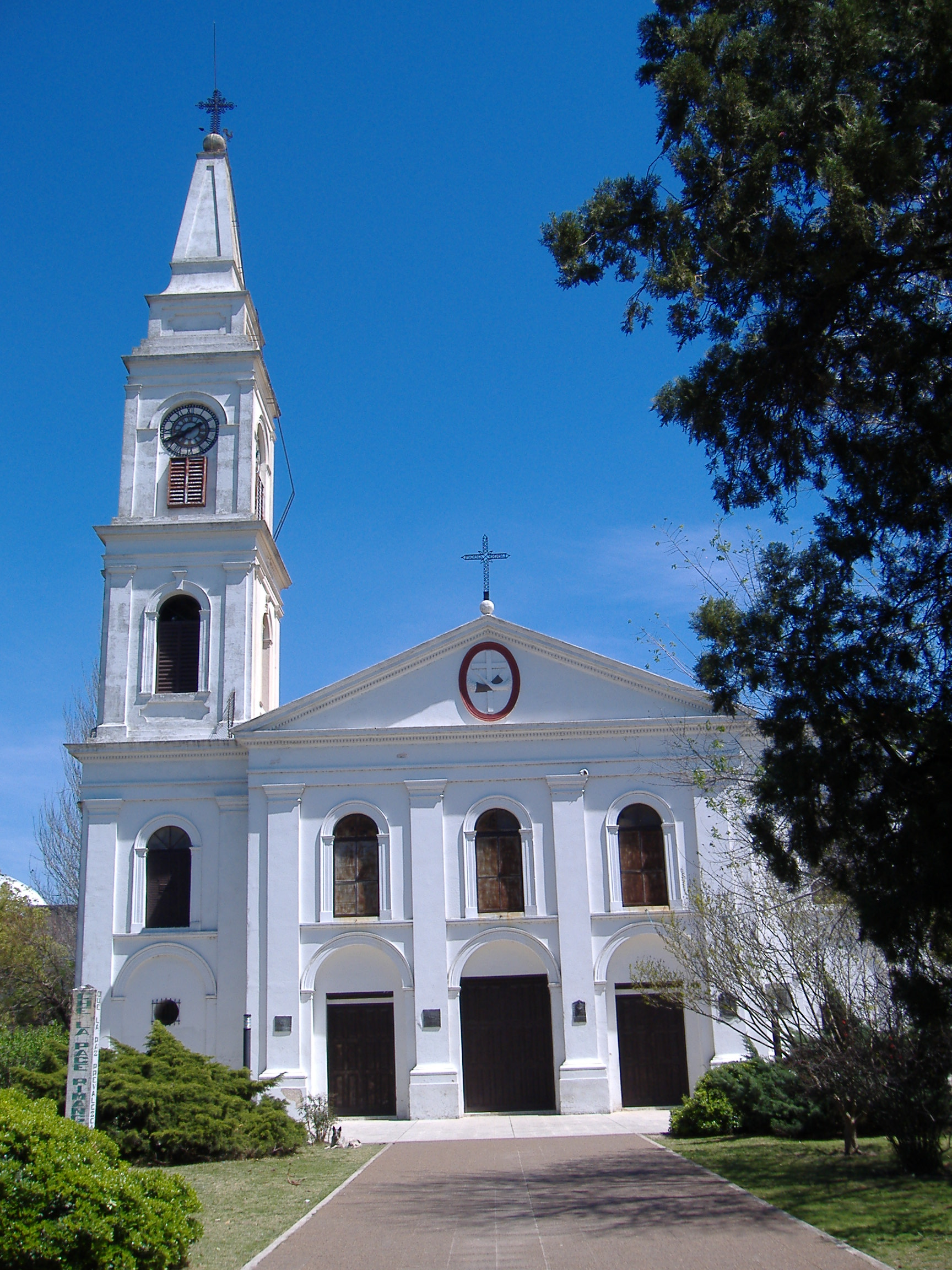
Monasterio de San Carlos, frente al campo de combate.

El legado del combate de San Lorenzo se preservó con las toponimias de tres localidades: Puerto General San Martín (por el victorioso general libertador, como muchos otros sitios de Argentina), Capitán Bermúdez (capitán del Regimiento de Granaderos, jefe del ala derecha en el ataque), y Granadero Baigorria (un soldado del regimiento). La carretera que atraviesa las citadas localidades, Ruta Nacional 11, toma el nombre de Avenida San Martín al atravesar su zona urbana. También una gran avenida, San Martín de Rosario, lleva ese nombre, y en el casco histórico de Rosario existe la Bajada Sargento Cabral, en homenaje a Juan Bautista Cabral.
El Convento de San Carlos Borromeo conserva los restos mortales de los combatientes en una urna. Hay un museo histórico sobre el combate, con la celda ocupada por el general San Martín, la cual puede visitarse. En el exterior y frente a él, está el monumento conmemorativo del combate, y el Campo de la Gloria, aunque la batalla no ocurrió exactamente allí, sino ligeramente al norte. Detrás del edificio vivía aún al iniciarse el siglo XXI un viejo árbol, un pino del Mediterráneo, bajo el cual San Martín redactó el parte de guerra referente al combate en cuestión. Tras sufrir numerosas enfermedades y tormentas que lo afectaron durante el siglo XX, una tormenta de granizo y viento terminó con su vida en octubre de 2012. Sin embargo, su tronco aún permanece en el lugar.
A orillas del Paraná, justo frente al Convento, un espacio parquizado lleva el nombre de Campo de la Gloria, y es donde la tradición afirmaba que  se desarrolló el combate. No obstante, el mismo tuvo lugar en un puerto natural, una playa existente en esa época cientos de metros hacia el norte, y desde el cual los españoles marcharon hacia el convento en diagonal. Esa fue la razón del retraso de la columna de Bermúdez: mientras San Martín encontró al enemigo apenas salido de detrás del convento, la otra columna debió dar un gran rodeo antes de chocar con las tropas invasoras. El lugar del combate hoy es parte de un barrio céntrico de la ciudad de San Lorenzo, y no posee identificación alguna. Por su parte, la pequeña playa desapareció tras una furiosa tormenta en el año 1915.

## Bajas patriotas
Cuarenta fueron las bajas producidas entre las tropas realistas, en tanto que las filas patriotas tuvieron 14 y fueron:
- Juanario Luna, José Gregorio Franco[8] y Basilio Bustos, los tres de la aldea de Renca[8] (provincia de San Luis).
- Juan Bautista Cabral y Feliciano Silva, de Corrientes.
- Ramón Saavedra y Blas Vargas, de Santiago del Estero.
- Ramón Amador y Domingo Soriano, de La Rioja.
- José Márquez y José Manuel Díaz, de Córdoba.
- Juan Mateo Gelvez, de Escobar (provincia de Buenos Aires).
- Domingo Porteau, de Labarthe-Rivière, en Francia.
- Julián Alzogaray, de Chile.

A ellos deben agregarse el capitán Justo Germán Bermúdez, nacido en Montevideo, que falleció 11 días después, y el teniente Manuel Díaz Vélez, nacido en Buenos Aires, que fallecería el 20 de mayo de 1813, ambos a consecuencia de las heridas recibidas en combate.

## Marcha San Lorenzo

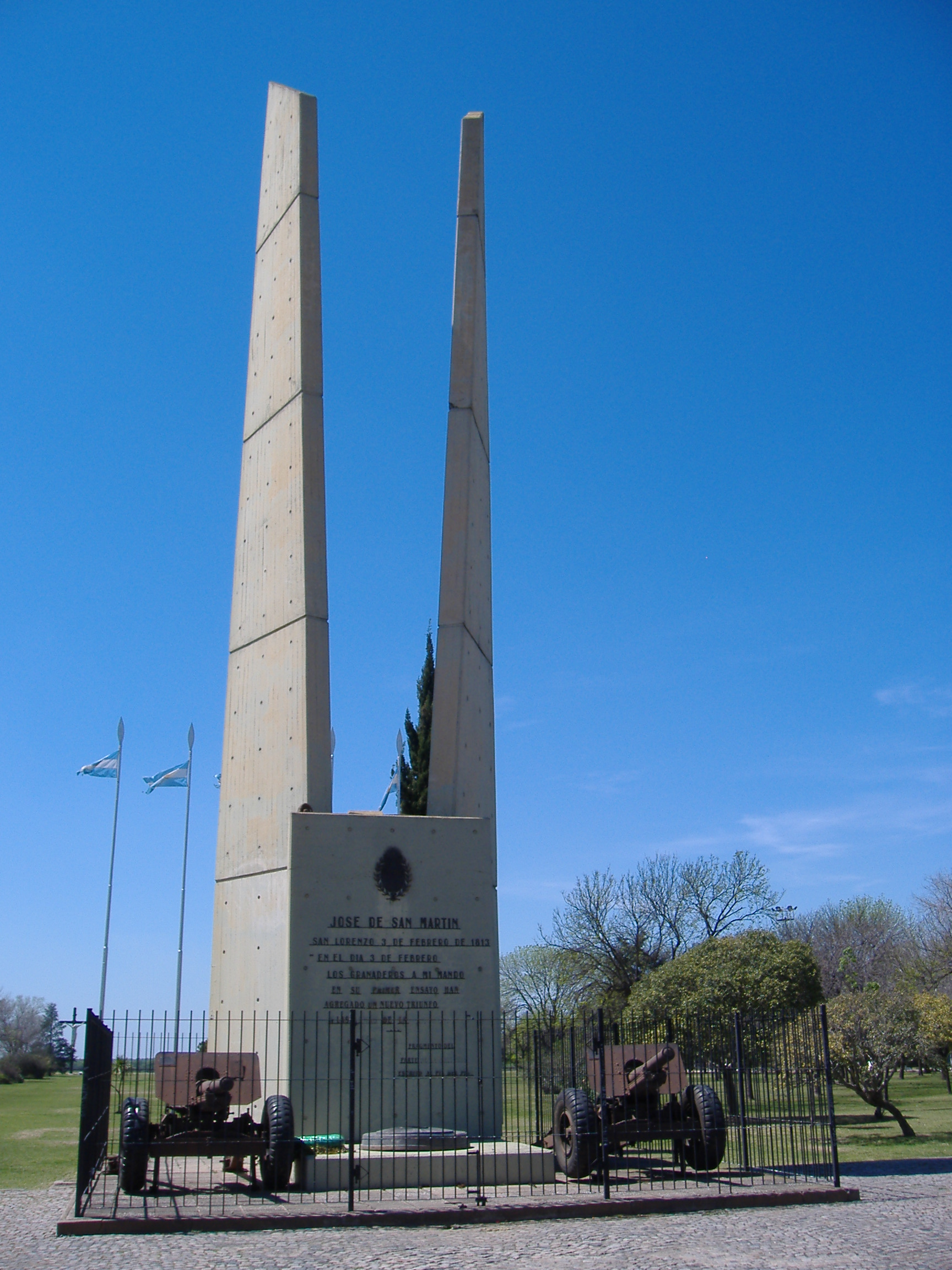
Monumento conmemorativo del combate en el Campo de la Gloria.

Véase también: Marcha de San Lorenzo.

Letra: Carlos Javier Benielli; música: Cayetano. A. Silva.

Febo asoma; ya sus rayos
iluminan el histórico convento;
tras los muros, sordos ruidos
oír se dejan de corceles y de acero.
Son las huestes que prepara
San Martín para luchar en San Lorenzo;
el clarín estridente sonó
y a la voz del gran jefe
a la carga ordenó.
Avanza el enemigo
a paso redoblado,
al viento desplegado
su rojo pabellón (bis).
Y nuestros granaderos,
aliados de la gloria,
inscriben en la historia
su página mejor (bis).
Cabral, soldado heroico,
cubriéndose de gloria,
cual precio a la victoria,
su vida rinde, haciéndose inmortal.
Y allí salvó su arrojo,
la libertad naciente
de medio continente.
¡Honor, honor al gran Cabral! (bis).